# Romina Power
Romina Francesca Power, cunoscută drept Romina Power, (n. 2 octombrie 1951, Los Angeles, California, SUA) este o cântăreață  italiană de origine americană.